# Вольф, Карл Фридрих Отто
Карл Фри́дрих Отто Вольф (нем. Karl Friedrich Otto Wolff; 13 мая 1900, Дармштадт — 15 июля 1984, Розенхайм) — один из высших офицеров СС, обергруппенфюрер СС и генерал войск СС.

## Биография
Сын советника суда. После окончания католической школы в Дармштадте в апреле 1917 года добровольцем отправился служить в армию. Участник Первой мировой войны на Западном фронте, лейтенант (1918). За боевые отличия награждён Железным крестом 1-го и 2-го класса. В 1920 году демобилизован, работал в банках и торговых фирмах во Франкфурте-на-Майне.
В 1923 году женился на Фриде фон Рёмхельд, дочери крупного промышленника фон Рёмхельда, и основал собственную торгово-адвокатскую контору «Карл Вольф — фон Рёмхельд».
7 октября 1931 года вступил в НСДАП (партбилет № 695 131) и СС (билет № 14 235). 18 февраля 1932 года получил звание штурмфюрера СС. В марте 1933 года Карл Вольф стал адъютантом премьер-министра Баварии генерала Франца фон Эппа. С июня 1933 года — адъютант, а с 1935 года шеф-адъютант рейхсфюрера СС Генриха Гиммлера. Играл важную роль в аресте многих руководителей СА во время «Ночи длинных ножей» 30 июня 1934 года. В апреле 1936 года избран депутатом рейхстага от Гессена. 9 ноября 1936 года после создания Личного штаба рейхсфюрера СС стал его начальником. Участвовал в создании СС, ближайший соратник и наиболее доверенное лицо Гиммлера. Один из авторов символики и идеологии СС. С 1939 года одновременно являлся личным представителем Гиммлера в ставке Адольфа Гитлера. Сопровождал Гиммлера во всех его поездках, в том числе и в концентрационные лагеря. В 1942 году по личному поручению рейхсфюрера СС осуществлял руководство перевозкой неблагонадёжного населения и евреев из Варшавы в лагерь уничтожения Треблинка (всего по его приказу было уничтожено около 300 000 человек).

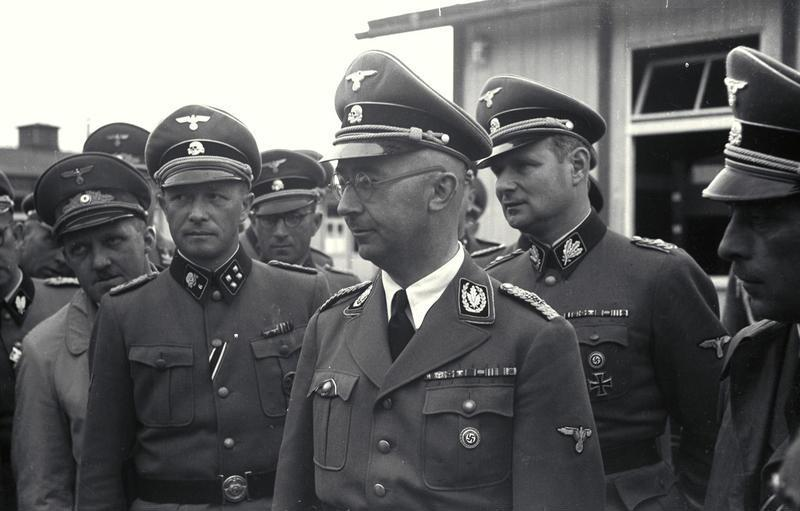
Генрих Гиммлер во время визита в концлагерь Маутхаузен, апрель 1941. На переднем плане слева направо: Август Айгрубер, Франц Цирайс, Август Шмидтхубер, Гиммлер, Вольф, Франц Кучера

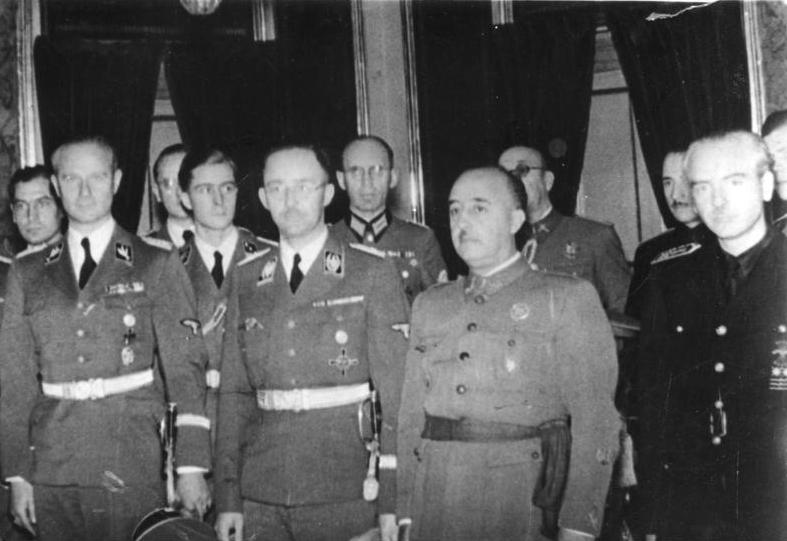
Группенфюрер СС Карл Вольф (слева от Г. Гиммлера) во время официальной встречи с Франсиско Франко и Рамоном Серрано Суньером, Испания, 25 октября 1940 года

С 18 февраля 1943 года — верховный руководитель СС и полиции в Вероне (Северная Италия). С 23 сентября 1943 года — верховный руководитель СС и полиции Италии, с 26 июля 1944 года одновременно был уполномоченным Вермахта при правительстве Итальянской социальной республики.
8 марта 1945 года встретился в Цюрихе (Швейцария) с группой американских представителей во главе с Алленом Даллесом, с которым обсудил вопрос о капитуляции итальянских и германских войск в Италии; после этой встречи имели место ещё несколько встреч в Цюрихе. 12 марта Вашингтон официально уведомил Москву о ведущихся переговорах; Сталин потребовал допуска к переговорам советских представителей, но получил отказ (как объяснял впоследствии посол США в СССР Аверелл Гарриман, американцы опасались, что советские представители сорвут переговоры, ставя невыполнимые условия).
Во время переговоров постоянно находился под давлением Генриха Гиммлера и Эрнста Кальтенбруннера — с одной стороны, и Аллена Даллеса — с другой. Американцы выражали сомнение в полномочиях К. Вольфа и в способности СС организовать капитуляцию немецких войск в Италии, находящихся в подчинении армейского командования (фельдмаршал Альберт Кессельринг). Вольфа неоднократно отзывали в Берлин, где от него требовали полной отчетности о переговорах. Однако открыть все детали переговоров он отказался, так как в случае неудачи попал бы под обвинение в государственной измене. Например, для подтверждения своих полномочий и намерений он представил союзникам в Швейцарии карты дислокации немецких войск в Италии, что значительно облегчило американцам планы дальнейшего наступления на Апеннинах.

## После войны
После капитуляции и оккупации Германии союзниками Вольф от оккупационных властей не скрывался, так как рассчитывал на компенсацию со стороны победителей. Ещё в начале переговоров в Швейцарии он дал понять союзникам, что в будущем правительстве Германии рассчитывает на пост министра внутренних дел. Однако вскоре он был интернирован американскими войсками и в 1946 году приговорён германским судом к 4 годам трудовых лагерей. В 1949 году был освобождён. Несмотря на известные потери, Вольф к 50-м годам XX в. достиг того же уровня личного благосостояния, который был у него в лучшие годы его службы в СС.
Как считает профессор Гарвардского университета Ричард Брайтман, наградой Вольфу за участие в переговорах в Швейцарии со стороны А. Даллеса было сохранение Вольфу жизни. Более справедливым было бы посадить Карла Вольфа как военного преступника на скамью подсудимых Нюрнбергского процесса рядом с Э. Кальтенбруннером. Для этого у американцев были все основания. Однако в таком случае Вольф бы заговорил и его версия истории переговоров и капитуляции в Италии существенно бы отличалась от версии Аллена Даллеса, которая длительное время считалась основной и авторитетной. Кроме того, потенциальные признания Вольфа серьёзно подорвали бы авторитет Управления стратегических служб и создаваемое на его базе ЦРУ, а также нанесли бы урон всему комплексу союзнических отношений.
Лишь после отставки А. Даллеса с поста директора ЦРУ в 1961 году Карл Вольф был вновь арестован теперь уже немецкими властями по обвинению в содействии убийству около 300 000 евреев (депортация их в Треблинку). Карл Вольф отрицал своё участие в Холокосте и ссылался на забывчивость. Однако 30 сентября 1964 года он был приговорён к 15 годам тюремного заключения. В 1971 году Вольф был освобождён по состоянию здоровья.
За несколько недель до смерти он принял ислам, как и его дочь Фатима Гримм в 1960 году. Карл Вольф скончался 15 июля 1984 года в Розенхайме в Баварии, он был похоронен 21 июля 1984 года на кладбище в Прин-ам-Кимзее, на его могиле его дочь Фатима Гримм прочитала поминальную молитву (Джаназа-намаз) в присутствии представителей Исламского центра Мюнхена (ICM).

## Награды
- Немецкий крест в золоте (9 декабря 1944 года)[8][9].
- Железный крест I класса (1914 год) и пряжка 1939 года[8][9].
- Железный крест II класса (1914 год) и пряжка 1939 года[8][9].
- Крест военных заслуг I степени с мечами[8][9].
- Крест «За военные заслуги» II степени с мечами[8].
- Почётный крест Первой мировой войны 1914/1918 с мечами[8][9].
- Медаль «За выслугу лет в СС» II класса (12 лет службы)[8][9].
- Медаль «За выслугу лет в НСДАП» в бронзе (30 января 1941 года)[8][9].
- Почётный знак «За заботу о немецком народе» I класса (28 мая 1940 года)[8][9].
- Немецкий Олимпийский почётный знак I класса (29 октября 1936 года)[8][9].
- Медаль «В память 13 марта 1938 года»[8][9].
- Медаль «В память 1 октября 1938 года» с планкой Пражский Град[8][9].
- Медаль «В память 22 марта 1939 года»[8][9].
- Золотой партийный знак НСДАП (30 января 1939 года)[8][9].
- Немецкий национальный спортивный знак в серебре[8][9].
- Спортивный знак СА в бронзе[8][9].
- Шеврон старого бойца[8][9].
- Великий офицер ордена Святых Маврикия и Лазаря (Италия)[8][9].
- Командор ордена Святых Маврикия и Лазаря (Италия) (29 сентября 1937 года)[9].
- Кавалер Большого Креста ордена Короны Италии (21 декабря 1938 года)[8][9].
- Великий офицер ордена Короны Италии (29 сентября 1937 года)[9].
- Кавалер Большого креста ордена Святого Саввы (Югославия)[9].

## Свидетельства
По свидетельству советского писателя Юлиана Семёнова (автора «Семнадцати мгновений весны») в послесловии к циклу «Позиция»: «Самого Карла Вольфа, обергруппенфюрера СС, начальника личного штаба Гиммлера, я не так давно разыскал в ФРГ, — вполне бодрый восьмидесятилетний нацист, ни в чём не отступивший от былых принципов расизма, антикоммунизма и антисоветизма: „Да, я был, есть и остаюсь верным паладином Фюрера“».

## Образ в кино
- Вольф широко известен в России благодаря советскому телефильму «Семнадцать мгновений весны» (1973), в котором его роль исполнил Василий Лановой. По свидетельству самого актёра, от Вольфа через Юлиана Семёнова были переданы ящик коньяка и утверждение, что Лановой был слишком худым для фильма.
- В киноэпопее «Освобождение» (1968—1972) роль Вольфа сыграл актёр И. Клозе.
- В фильме 1983 года «Алое и чёрное» персонаж немецкого генерала Макса Хельма, роль которого исполнил Уолтер Готелл, был основан на биографии Карла Вольфа.